# Mequon (Wisconsin)
Mequon es una ciudad ubicada en el condado de Ozaukee en el estado estadounidense de Wisconsin. En el Censo de 2010 tenía una población de 23.132 habitantes y una densidad poblacional de 183,15 personas por km².

## Geografía
Mequon se encuentra ubicada en las coordenadas 43°12′47″N 88°0′49″O / 43.21306, -88.01361. Según la Oficina del Censo de los Estados Unidos, Mequon tiene una superficie total de 126.3 km², de la cual 119.86 km² corresponden a tierra firme y (5.1%) 6.44 km² es agua.

## Demografía
Según el censo de 2010, había 23.132 personas residiendo en Mequon. La densidad de población era de 183,15 hab./km². De los 23.132 habitantes, Mequon estaba compuesto por el 91.96% blancos, el 2.77% eran afroamericanos, el 0.13% eran amerindios, el 3.56% eran asiáticos, el 0.03% eran isleños del Pacífico, el 0.3% eran de otras razas y el 1.24% pertenecían a dos o más razas. Del total de la población el 2.02% eran hispanos o latinos de cualquier raza.